# Okres Liptovský Mikuláš
Liptovský Mikuláš is een district (Slowaaks: Okres) in de Slowaakse regio Žilina. De hoofdstad is Liptovský Mikuláš. Het district bestaat uit 2 steden (Slowaaks: Mesto) en 54 gemeenten (Slowaaks: Obec).

## Steden
- Liptovský Hrádok
- Liptovský Mikuláš

## Lijst van gemeenten
| - Beňadiková - Bobrovček - Bobrovec - Bobrovník - Bukovina - Demänovská Dolina - Dúbrava - Galovany - Gôtovany - Huty - Hybe - Ižipovce - Jakubovany - Jalovec - Jamník - Konská - Kráľova Lehota - Kvačany | - Lazisko - Liptovská Anna - Liptovská Kokava - Liptovská Porúbka - Liptovská Sielnica - Liptovské Beharovce - Liptovské Kľačany - Liptovské Matiašovce - Liptovský Ján - Liptovský Ondrej - Liptovský Peter - Liptovský Trnovec - Ľubeľa - Malatíny - Malé Borové - Malužiná - Nižná Boca - Partizánska Ľupča | - Pavčina Lehota - Pavlova Ves - Podtureň - Pribylina - Prosiek - Smrečany - Svätý Kríž - Trstené - Uhorská Ves - Vavrišovo - Važec - Veľké Borové - Veterná Poruba - Vlachy - Východná - Vyšná Boca - Závažná Poruba - Žiar |

Okres Bytča · Okres Čadca · Okres Dolný Kubín · Okres Kysucké Nové Mesto · Okres Liptovský Mikuláš · Okres Martin · Okres Námestovo · Okres Ružomberok · Okres Turčianske Teplice · Okres Tvrdošín · Okres Žilina